# 大岩湖
大岩湖是一个位于中国湖北省嘉鱼县的湖泊，面积约为12.2平方千米，平均水深约为2.5米。